# Obsjtina Dulovo
Obsjtina Dulovo (bulgariska: Община Дулово) är en kommun i Bulgarien.   Den ligger i regionen Silistra, i den nordöstra delen av landet, 300 km öster om huvudstaden Sofia. Antalet invånare är 8 964. Arean är 566 kvadratkilometer. Obsjtina Dulovo gränsar till Obsjtina Silistra.
Terrängen i Obsjtina Dulovo är lite kuperad.
Obsjtina Dulovo delas in i:
- Boil
- Vodno
- Vokil
- Grăntjarovo
- Dolets
- Zlatoklas
- Koziak
- Kolobăr
- Mezjden
- Oven
- Okorsj
- Oresjene
- Paisievo
- Polkovnik Taslakovo
- Porojno
- Pravda
- Prochlada
- Razdel
- Rujno
- Sekulovo
- Skala
- Tjerkovna
- Tjernolik
- Tjernik
- Jarebitsa

Följande samhällen finns i Obsjtina Dulovo:
- Dulovo